# カナリア連合
カナリア連合（スペイン語: Coalición Canaria）は、スペイン・カナリア諸島州の政党。略称は「CC」。地域主義、カナリア民族主義、保守主義を掲げる。スペインからのカナリア諸島の独立ではなく、自治権の拡大を求めている。1993年から2019年までカナリア諸島州議会で与党の座にあった。

## 歴史
1993年2月、カナリア諸島独立グループを中心とする5つの政党が集まってカナリア連合が結成された。同年にはカナリア諸島州政府与党のカナリア諸島州社会党（スペイン社会労働党カナリア諸島州支部）に対して不信任決議を行い、カナリア連合のマヌエル・エルモーソが州首相に就任、カナリア諸島州の政権を握った。1995年のカナリア諸島州議会選挙では60議席中21議席を獲得して第1党となり、エルモーソが州首相を続投した。
1999年にはロマン・ロドリゲス・ロドリゲスが州首相に就任した。2003年にはアダン・マルティン・メニスが州首相に就任した。2005年には単一の政党となった。2007年にはパウリーノ・リベーロが州首相に就任した。2015年にはフェルナンド・クラビホ・バトゥジェが州首相に就任した。2019年には26年ぶりに野党に転落した。

## 選挙結果

### カナリア諸島州議会
| カナリア諸島州議会 | カナリア諸島州議会 | カナリア諸島州議会 | カナリア諸島州議会 | カナリア諸島州議会 | カナリア諸島州議会 | カナリア諸島州議会 |
| 選挙               | 得票数             | 得票率             | 順位               | 議席数             | 増減               | 地位               |
| ------------------ | ------------------ | ------------------ | ------------------ | ------------------ | ------------------ | ------------------ |
| 1995年             | 261,424            | 32.80%             | 1st                | 21 / 60            | 4                  | 与党               |
| 1999年             | 306,658            | 36.93%             | 1st                | 24 / 60            | 3                  | 与党               |
| 2003年             | 304,413            | 32.90%             | 1st                | 23 / 60            | 1                  | 与党               |
| 2007年             | 選挙連合による     | 選挙連合による     | 選挙連合による     | 17 / 60            | 4                  | 与党               |
| 2011年             | 選挙連合による     | 選挙連合による     | 選挙連合による     | 18 / 60            | 2                  | 与党               |
| 2015年             | 選挙連合による     | 選挙連合による     | 選挙連合による     | 16 / 60            | 3                  | 与党               |
| 2019年             | 選挙連合による     | 選挙連合による     | 選挙連合による     | 19 / 70            | 2                  | 野党               |

### スペイン国会
|            | スペイン下院   | スペイン下院   | スペイン下院   | スペイン下院 | スペイン下院 | スペイン上院 | スペイン上院 |
| 選挙       | 得票数         | 得票率         | 順位           | 議席数       | 増減         | 議席数       | 増減         |
| ---------- | -------------- | -------------- | -------------- | ------------ | ------------ | ------------ | ------------ |
| 1993年     | 207,077        | 25.58%         | 3位            | 4 / 14       | 3            | 5 / 11       | 1            |
| 1996年     | 220,418        | 25.09%         | 3位            | 4 / 14       | 0            | 1 / 11       | 4            |
| 2000年     | 248,261        | 29.56%         | 2位            | 4 / 14       | 0            | 5 / 11       | 4            |
| 2004年     | 235,221        | 24.33%         | 3位            | 3 / 15       | 1            | 3 / 11       | 2            |
| 2008年     | 選挙連合による | 選挙連合による | 選挙連合による | 2 / 15       | 1            | 0 / 11       | 3            |
| 2011年     | 選挙連合による | 選挙連合による | 選挙連合による | 2 / 15       | 0            | 0 / 11       | 0            |
| 2015年     | 選挙連合による | 選挙連合による | 選挙連合による | 1 / 15       | 1            | 0 / 11       | 0            |
| 2016年     | 選挙連合による | 選挙連合による | 選挙連合による | 1 / 15       | 0            | 0 / 11       | 0            |
| 2019年4月  | 選挙連合による | 選挙連合による | 選挙連合による | 2 / 15       | 1            | 0 / 11       | 0            |
| 2019年11月 | 選挙連合による | 選挙連合による | 選挙連合による | 2 / 15       | 0            | 0 / 11       | 0            |